# Alberto Pellegrino
Alberto Pellegrino (Tunisi, 20 maggio 1930 – Milano, 9 marzo 1996) è stato uno schermidore e dirigente sportivo italiano, specializzato nella spada e nel fioretto. Ha vinto due medaglie d'oro e due d'argento nella scherma a squadre ai Giochi olimpici.
Si formò nella Sala di Scherma del club milanese Società del Giardino, tempio della scherma meneghina.
Le sue vittorie internazionali avvennero in squadre spesso capitanate da Edoardo Mangiarotti.
A fine carriera ricoprì vari ruoli istituzionali, tra cui quello di presidente della stessa Sala di Scherma della Società del Giardino.
Dopo la sua morte, in questo stesso luogo viene istituito a suo nome un trofeo di scherma.
Venne sepolto al cimitero di Bruzzano, ove in seguito i resti vengono tumulati una celletta.

## Palmarès
In carriera ha ottenuto i seguenti risultati:
Giochi olimpici
Individuale
A squadre
- Oro nella spada a Melbourne 1956
- Oro nella spada a Roma 1960
- Argento nel fioretto a Roma 1960
- Argento nella spada a Tokyo 1964

Mondiali
Individuale
A squadre
- Oro nella spada a Roma 1955
- Oro nella spada a Parigi 1957
- Oro nella spada a Filadelfia 1958
- Bronzo nel fioretto a Parigi 1957
- Bronzo nel fioretto a Filadelfia 1958

Universiadi
Individuale
A squadre
- Oro nella spada a Torino 1959